# Портокалово масло
Портокалово масло е етерично масло, добивано от корите на портокалите. Получава се чрез дестилация с пара, като процесът е вторичен продукт от преработка на портокали за портокалов сок.
Портокаловото масло е съставено в голямата си част (повече от 90%) от лимонен и затова често се използва като заместител на чистия D-лимонен, който се добива от петрол чрез дестилация.

## Химически състав на портокаловото масло
| Състав              | Италианско портокалово масло Концентрация [%] | Портокалово масло от Валенсия Концентрация [%] | Портокалово масло от Валенсия Концентрация [%] | Портокалово масло от Валенсия Концентрация [%] |
| ------------------- | --------------------------------------------- | ---------------------------------------------- | ---------------------------------------------- | ---------------------------------------------- |
| Лимонен             | 93.67                                         | 91.4                                           | 95.17                                          | 97.0                                           |
| α-Пинен             | 0.65                                          | 1.4                                            | 0.42                                           | -                                              |
| Сабинен and β-Пинен | 1.00                                          | 0.4                                            | 0.24                                           | -                                              |
| Микрин              | 2.09                                          | 4.3                                            | 1.86                                           | 0.03                                           |
| Октанал             | 0.41                                          | –                                              | -                                              | -                                              |
| Линалол             | 0.31                                          | 0.8                                            | 0.25                                           | 0.03                                           |
| δ-3-Карин           | 0.31                                          | –                                              | –                                              | -                                              |
| Деканал             | 0.27                                          | 0.4                                            | 0.28                                           | -                                              |